# Charmois-l'Orgueilleux
Charmois-l'Orgueilleux è un comune francese di 606 abitanti situato nel dipartimento dei Vosgi nella regione del Grand Est.

## Società

### Evoluzione demografica
Abitanti censiti